# Prozessnahe Komponente

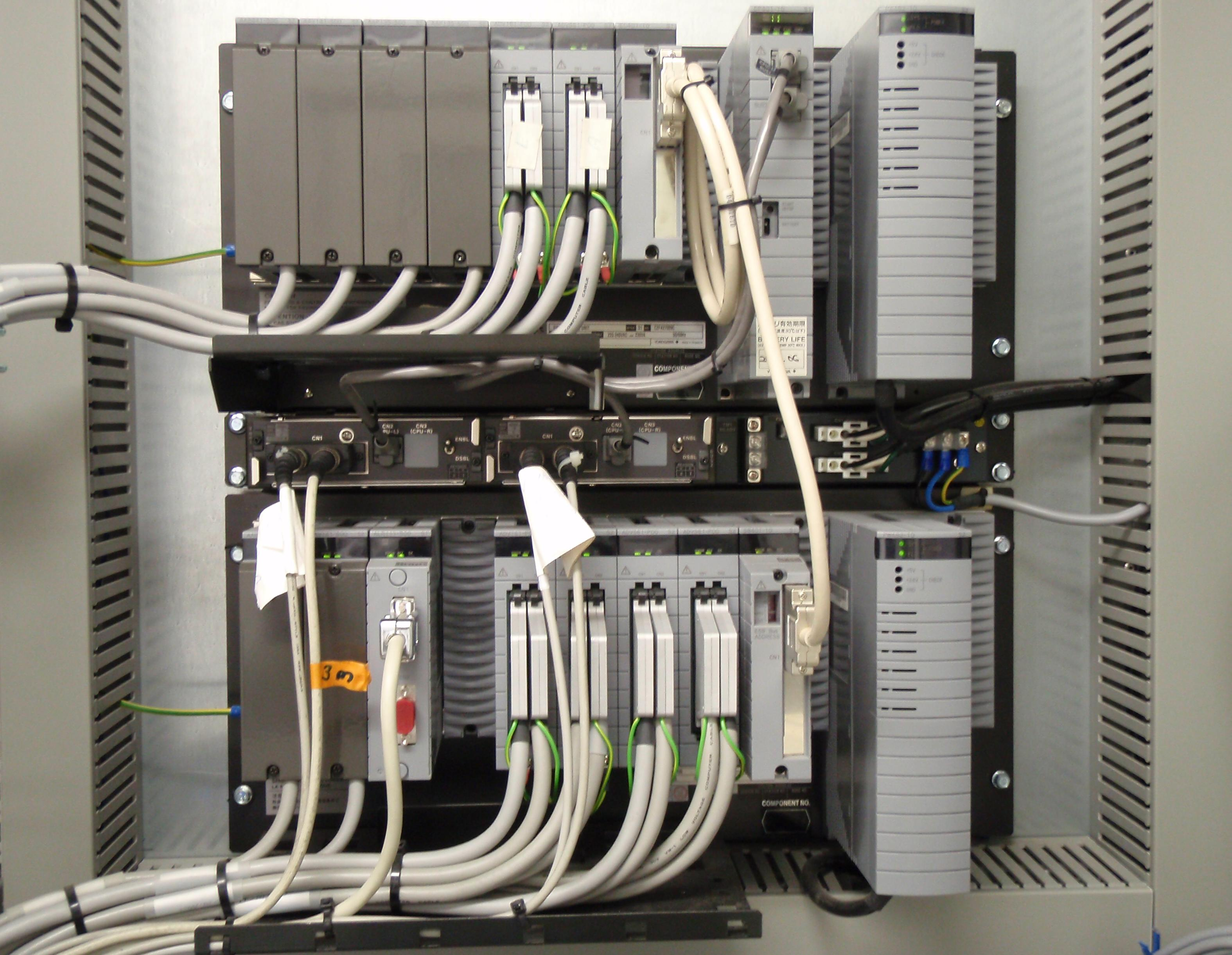
Prozessnahe Komponente eines Prozessleitsystems (CS3000, Yokogawa)

Eine prozessnahe Komponente, kurz PNK (engl. FCS für Field Control Station), ist in der Automatisierungstechnik eine Komponente eines Prozessleitsystems, die direkt mit den Feldgeräten, wie Sensoren und Aktoren, verbunden ist. Eine prozessnahe Komponente kann unter anderem eine Speicherprogrammierbare Steuerung (SPS), ein intelligenter Sensor mit Feldbusanbindung oder die Prozessstation eines Prozessleitsystems sein.